# کرنبرگ
کرنبرگ (به آلمانی: Krähenberg) یک شهر در آلمان است که در زودوستپفالتس واقع شده‌است. کرنبرگ ۱۶۱ نفر جمعیت دارد.